# Pháp tại Thế vận hội Mùa đông 2014
Pháp đã tham dự vào Thế vận hội Mùa đông 2014 ở Sochi, Nga, từ ngày 7 đến ngày 23 tháng 2 năm 2014.
Tổng thống Pháp François Hollande đã không tham dự Thế Vận Hội mùa Đông 2014. Ông đã không công khai nói rằng, quyết định đó là một cử chỉ chính trị.
Đội Pháp thắng tổng cộng 15 huy chương (bao gồm 4 huy chương vàng), nhiều hơn bao giờ hết ở Thế Vận Hội Olympic mùa Đông và xếp thứ tám trong tổng số các huy chương.

## Trượt núi tuyết
Vào ngày 22 tháng 1 năm 2014, 14 đội đã được tập hợp đầy đủ bởi đội trượt tuyết núi cao của Pháp. Phần còn lại của đội, bao gồm các vị trí đang chờ giải quyết, đã chính thức được công bố vào ngày 27 tháng 1 năm 2014. Cyprien Richard và Brice Roger (bị rách  dây chằng trước trong quá trình đào tạo) được lựa chọn vào đội, tuy nhiên anh đã không tham gia vào bất cứ cuộc đua nào.
Phần thi của Nam
| Vận Động Viên            | Phần Thi     | Chặn 1  | Chặn 1 | Chặn 2  | Chặn 2 | Tổng cộng | Tổng cộng |
| Vận Động Viên            | Phần Thi     | Time    | Rank   | Time    | Rank   | Time      | Rank      |
| ------------------------ | ------------ | ------- | ------ | ------- | ------ | --------- | --------- |
| Johan Clarey             | Downhill     | —       | —      | —       | —      | DNF       | DNF       |
| Johan Clarey             | Super-G      | —       | —      | —       | —      | 1:19.75   | =19       |
| Mathieu Faivre           | Giant slalom | 1:23.53 | 22     | 1:25.90 | 28     | 2:49.43   | 24        |
| Thomas Fanara            | Giant slalom | 1:22.41 | =4     | 1:24.32 | 16     | 2:46.73   | 9         |
| Guillermo Fayed          | Downhill     | —       | —      | —       | —      | 2:09.03   | 26        |
| Jean-Baptiste Grange     | Slalom       | 47.47   | 5      | DNF     | DNF    | DNF       | DNF       |
| Julien Lizeroux          | Slalom       | 48.69   | 17     | 55.63   | 14     | 1:44.32   | 15        |
| Thomas Mermillod-Blondin | Super-G      | —       | —      | —       | —      | 1:19.53   | 15        |
| Thomas Mermillod-Blondin | Combined     | 1:56.23 | 27     | DNF     | DNF    | DNF       | DNF       |
| Steve Missillier         | Giant slalom | 1:22.58 | 10     | 1:23.19 | 1      | 2:45.77   | 2         |
| Steve Missillier         | Slalom       | DNF     | DNF    | DNF     | DNF    | DNF       | DNF       |
| Alexis Pinturault        | Combined     | 1:55.68 | 23     | DNF     | DNF    | DNF       | DNF       |
| Alexis Pinturault        | Giant slalom | 1:22.44 | 6      | 1:23.49 | 2      | 2:45.93   | 3         |
| Alexis Pinturault        | Slalom       | 47.78   | 8      | DNF     | DNF    | DNF       | DNF       |
| David Poisson            | Downhill     | —       | —      | —       | —      | 2:07.83   | 16        |
| David Poisson            | Super-G      | —       | —      | —       | —      | 1:19.74   | =17       |
| Adrien Théaux            | Downhill     | —       | —      | —       | —      | 2:07.89   | 18        |
| Adrien Théaux            | Super-G      | —       | —      | —       | —      | 1:19.35   | 11        |
| Adrien Théaux            | Combined     | 1:55.00 | 17     | 53.66   | 17     | 2:48.66   | 17        |

Phần thi của nữ
| Vận Động Viên         | Phần Thi     | Chặn 1  | Chặn 1 | Chặn 2  | Chặn 2 | Tổng kết | Tổng kết |
| Vận Động Viên         | Phần Thi     | Time    | Rank   | Time    | Rank   | Time     | Rank     |
| --------------------- | ------------ | ------- | ------ | ------- | ------ | -------- | -------- |
| Anne-Sophie Barthet   | Giant slalom | 1:20.71 | 17     | 1:19.17 | 12     | 2:39.88  | =14      |
| Anne-Sophie Barthet   | Slalom       | 56.99   | 23     | 53.12   | 17     | 1:50.11  | 18       |
| Adeline Baud          | Giant slalom | 1:21.49 | 22     | 1:19.42 | =15    | 2:40.91  | 22       |
| Adeline Baud          | Slalom       | 56.50   | 19     | DNF     | DNF    | DNF      | DNF      |
| Marion Bertrand       | Giant slalom | DNF     | DNF    | DNF     | DNF    | DNF      | DNF      |
| Marie Marchand-Arvier | Downhill     | —       | —      | —       | —      | DNF      | DNF      |
| Marie Marchand-Arvier | Super-G      | —       | —      | —       | —      | DNF      | DNF      |
| Anémone Marmottan     | Giant slalom | 1:19.69 | 9      | 1:18.79 | 9      | 2:38.48  | 8        |
| Anémone Marmottan     | Slalom       | 57.08   | 24     | 51.88   | 5      | 1:48.96  | 13       |
| Nastasia Noens        | Slalom       | 53.81   | 5      | 52.31   | 8      | 1:46.12  | 7        |

## Trượt tuyết bắn súng
Dựa trên hoạt động của họ vào năm 2012 và 2013 Biathlon World Championships. Pháp tuyển được 6 vđv nam và 6 vđv nữ
Men
| Vận Động Viên                                                         | Phần thi   | Thời gian | Số lần trượt | Thứ Hạng |
| --------------------------------------------------------------------- | ---------- | --------- | ------------ | -------- |
| Jean-Guillaume Béatrix                                                | Sprint     | 25:12.1   | 1 (1+0)      | 14       |
| Jean-Guillaume Béatrix                                                | Pursuit    | 34:12.8   | 1 (0+0+1+0)  | 3        |
| Jean-Guillaume Béatrix                                                | Individual | 50:15.5   | 1 (0+0+0+1)  | 6        |
| Jean-Guillaume Béatrix                                                | Mass start | 44:34.2   | 3 (0+0+2+1)  | 17       |
| Alexis Bœuf                                                           | Individual | 58:39.0   | 4 (1+1+1+1)  | 82       |
| Simon Desthieux                                                       | Sprint     | 26:18.2   | 2 (0+2)      | 46       |
| Simon Desthieux                                                       | Pursuit    | 35:35.6   | 1 (0+0+1+0)  | 21       |
| Martin Fourcade                                                       | Sprint     | 24:45.9   | 1 (0+1)      | 6        |
| Martin Fourcade                                                       | Pursuit    | 33:48.6   | 1 (0+0+1+0)  | 1        |
| Martin Fourcade                                                       | Individual | 49:31.7   | 1 (0+1+0+0)  | 1        |
| Martin Fourcade                                                       | Mass start | 42:29.1   | 1 (1+0+0+0)  | 2        |
| Simon Fourcade                                                        | Sprint     | 26:04.2   | 2 (1+1)      | 36       |
| Simon Fourcade                                                        | Pursuit    | 35:15.0   | 1 (0+0+1+0)  | 18       |
| Simon Fourcade                                                        | Individual | 51:29.9   | 2 (0+2+0+0)  | 13       |
| Simon Fourcade                                                        | Mass start | DNF       | 2            | DNF      |
| Jean-Guillaume Béatrix Simon Desthieux Martin Fourcade Simon Fourcade | Team relay | 1:13:46.4 | 7 (0+7)      | 8        |

Women
| Vận Động Viên                                                       | Bộ Môn     | Thời Gian | Số lần trượt | Thứ Hạng |
| ------------------------------------------------------------------- | ---------- | --------- | ------------ | -------- |
| Anaïs Bescond                                                       | Sprint     | 21:36.7   | 1 (1+0)      | 5        |
| Anaïs Bescond                                                       | Pursuit    | 30:43.7   | 2 (0+0+1+1)  | 12       |
| Anaïs Bescond                                                       | Individual | 45:34.0   | 2 (0+2+0+0)  | 5        |
| Anaïs Bescond                                                       | Mass start | 36:55.3   | 3 (0+0+3+0)  | 10       |
| Marine Bolliet                                                      | Individual | 48:12.1   | 2 (0+2+0+0)  | 26       |
| Marie-Laure Brunet                                                  | Sprint     | 23:27.4   | 0 (0+0)      | 56       |
| Marie-Laure Brunet                                                  | Pursuit    | DNS       | DNS          | DNS      |
| Marie-Laure Brunet                                                  | Individual | 47:13.6   | 0 (0+0+0+0)  | 17       |
| Anaïs Chevalier                                                     | Sprint     | 23:03.4   | 1 (0+1)      | 47       |
| Anaïs Chevalier                                                     | Pursuit    | 34:14.5   | 1 (1+0+0+0)  | 44       |
| Marie Dorin Habert                                                  | Sprint     | 21:55.0   | 0 (0+0)      | 20       |
| Marie Dorin Habert                                                  | Pursuit    | 30:53.6   | 1 (0+0+1+0)  | 14       |
| Marie Dorin Habert                                                  | Individual | 49:06.5   | 4 (2+1+0+1)  | 39       |
| Anaïs Bescond Marie-Laure Brunet Anaïs Chevalier Marie Dorin Habert | Team relay | DNF       | DNF          | DNF      |

Phần thi phối hợp
| Vận Động Viên                                                           | Bộ Môn     | Thời Gian | Số Lần Trượt | Thứ Hạng |
| ----------------------------------------------------------------------- | ---------- | --------- | ------------ | -------- |
| Jean-Guillaume Béatrix Anaïs Bescond Marie Dorin Habert Martin Fourcade | Team relay | 1:12:04.3 | 9 (1+8)      | 6        |

## Bobsleigh
| Vận động viên                                                  | Sự kiện           | Chạy 1    | Chạy 1  | Chạy 2    | Chạy 2  | Chạy 3    | Chạy 3  | Chạy 4       | Chạy 4       | Tổng      | Tổng    |
| Vận động viên                                                  | Sự kiện           | Thời gian | Cấp bậc | Thời gian | Cấp bậc | Thời gian | Cấp bậc | Thời gian    | Cấp bậc      | Thời gian | Cấp bậc |
| -------------------------------------------------------------- | ----------------- | --------- | ------- | --------- | ------- | --------- | ------- | ------------ | ------------ | --------- | ------- |
| G Costerg* Ba Heinrich                                         | Hai người đàn ông | 57.44     | 19      | 57.04     | 14      | 57.65     | 22      | 57.23        | 20           | 3:49.36   | 20      |
| Số Baillard Jérémie Boutherin Cũng Có Godefroy* Vincent Ricard | Bốn người đàn ông | 56.37     | 25      | 56.27     | 24      | 56.35     | 24      | Không, trước | Không, trước | 2:48.99   | 23      |
| G Costerg* Ba Heinrich Manny Pyotr Florent Ribet               | Bốn người đàn ông | 55.82     | 18      | 55.68     | 17      | 55.91     | 15      | 55.77        | 14           | 3:43.18   | 17      |

* – Denotes the driver of each sled

## Trượt tuyết xuyên quốc gia
Pháp có đủ điều kiện cho sự kiện sau đây theo phân bổ hạng ngạch được giao bởi International Ski Federation(D). Aurélie Dabudyk đã được chọn cho các đội, nhưng không tham gia trong bất kỳ cuộc đua nào.
Distance
Men
| Vận Động Viên                                                               | Phần Thi        | Classical | Classical | Freestyle | Freestyle | Kết Quả   | Kết Quả | Kết Quả |
| Vận Động Viên                                                               | Phần Thi        | Time      | Rank      | Time      | Rank      | Time      | Deficit | Rank    |
| --------------------------------------------------------------------------- | --------------- | --------- | --------- | --------- | --------- | --------- | ------- | ------- |
| Adrien Backscheider                                                         | 15 km classical | —         | —         | —         | —         | 42:21.7   | +3:52.0 | 43      |
| Robin Duvillard                                                             | 50 km freestyle | —         | —         | —         | —         | 1:47:10.1 | +14.9   | 6       |
| Jean-Marc Gaillard                                                          | 15 km classical | —         | —         | —         | —         | 40:22.8   | +1:53.1 | 21      |
| Jean-Marc Gaillard                                                          | 30 km skiathlon | 36:03.1   | =9        | 31:55.7   | 7         | 1:08:29.8 | +14.4   | 6       |
| Jean-Marc Gaillard                                                          | 50 km freestyle | —         | —         | —         | —         | 1:49:49.7 | +2:54.5 | 35      |
| Maurice Manificat                                                           | 30 km skiathlon | 36:07.6   | 16        | 31:54.0   | 6         | 1:08:33.6 | +18.2   | 9       |
| Maurice Manificat                                                           | 50 km freestyle | —         | —         | —         | —         | 1:52:01.6 | +5:06.4 | 43      |
| Cyril Miranda                                                               | 15 km classical | —         | —         | —         | —         | 43:22.5   | +4:52.8 | 56      |
| Ivan Perrillat Boiteux                                                      | 30 km skiathlon | 37:09.4   | 36        | 34:24.6   | 44        | 1:12:04.5 | +3:49.1 | 41      |
| Ivan Perrillat Boiteux                                                      | 50 km freestyle | —         | —         | —         | —         | 1:47:31.7 | +36.5   | 13      |
| Robin Duvillard Jean-Marc Gaillard Maurice Manificat Ivan Perrillat Boiteux | 4×10 km relay   | —         | —         | —         | —         | 1:29:13.9 | +31.9   | 3       |

| Athlete                                                      | Event           | Classical | Classical | Freestyle | Freestyle | Final     | Final   | Final |
| Athlete                                                      | Event           | Time      | Rank      | Time      | Rank      | Time      | Deficit | Rank  |
| ------------------------------------------------------------ | --------------- | --------- | --------- | --------- | --------- | --------- | ------- | ----- |
| Célia Aymonier                                               | 10 km classical | —         | —         | —         | —         | 30:45.8   | +2:28.0 | 27    |
| Célia Aymonier                                               | 15 km skiathlon | 20:00.0   | 25        | 19:57.5   | 17        | 40:32.6   | +1:59.0 | 21    |
| Anouk Faivre-Picon                                           | 15 km skiathlon | 20:21.2   | 37        | 20:48.5   | 40        | 41:44.4   | +3:10.8 | 38    |
| Anouk Faivre-Picon                                           | 30 km freestyle | —         | —         | —         | —         | 1:13:29.4 | +2:24.2 | 17    |
| Coraline Hugue                                               | 15 km skiathlon | 20:41.1   | 45        | 19:17.5   | 6         | 40:33.1   | +1:59.5 | 22    |
| Coraline Hugue                                               | 30 km freestyle | —         | —         | —         | —         | 1:12:29.5 | +1:24.3 | 7     |
| Aurore Jéan                                                  | 10 km classical | —         | —         | —         | —         | 31:01.0   | +2:43.2 | 29    |
| Aurore Jéan                                                  | 15 km skiathlon | 19:55.2   | 20        | 19:57.3   | 16        | 40:27.1   | +1:53.5 | 18    |
| Aurore Jéan                                                  | 30 km freestyle | —         | —         | —         | —         | 1:12:27.5 | +1:22.3 | 6     |
| Célia Aymonier Anouk Faivre-Picon Coraline Hugue Aurore Jéan | 4×5 km relay    | —         | —         | —         | —         | 53:47.7   | +45.0   | 4     |

| Vận động viên                    | Sự kiện           | Trình độ chuyên môn | Trình độ chuyên môn | Tứ kết       | Tứ kết       | Trận bán kết | Trận bán kết | Cuối cùng    | Cuối cùng    |
| Vận động viên                    | Sự kiện           | Thời gian           | Cấp bậc             | Thời gian    | Cấp bậc      | Thời gian    | Cấp bậc      | Thời gian    | Cấp bậc      |
| -------------------------------- | ----------------- | ------------------- | ------------------- | ------------ | ------------ | ------------ | ------------ | ------------ | ------------ |
| Cyril Gaillard                   | Chạy nước rút     | 3:37.86             | 29 Q                | 3:40.77      | 6            | Không, trước | Không, trước | Không, trước | Không, trước |
| Tại Baptiste                     | Chạy nước rút     | 3:40.54             | 40                  | Không, trước | Không, trước | Không, trước | Không, trước | Không, trước | Không, trước |
| Bạn Jay                          | Chạy nước rút     | 3:35.16             | 14 Q                | 3:37.00      | 3            | Không, trước | Không, trước | Không, trước | Không, trước |
| Cyril Miranda                    | Chạy nước rút     | 3:36.59             | 22 Q                | 3:37.57      | 3            | Không, trước | Không, trước | Không, trước | Không, trước |
| Jean-Marc Gaillard Cyril Miranda | Đội chạy nước rút | —                   | —                   | —            | —            | 23:41.79     | 6 q          | DNS          | DNS          |

| Vận động viên             | Sự kiện           | Trình độ chuyên môn | Trình độ chuyên môn | Tứ kết       | Tứ kết       | Trận bán kết | Trận bán kết | Cuối cùng    | Cuối cùng    |
| Vận động viên             | Sự kiện           | Thời gian           | Cấp bậc             | Thời gian    | Cấp bậc      | Thời gian    | Cấp bậc      | Thời gian    | Cấp bậc      |
| ------------------------- | ----------------- | ------------------- | ------------------- | ------------ | ------------ | ------------ | ------------ | ------------ | ------------ |
| Celia Aymonier            | Chạy nước rút     | 2:42.57             | 40                  | Không, trước | Không, trước | Không, trước | Không, trước | Không, trước | Không, trước |
| Marion Buillet            | Chạy nước rút     | 2:41.30             | 36                  | Không, trước | Không, trước | Không, trước | Không, trước | Không, trước | Không, trước |
| Annie Jéan                | Chạy nước rút     | 2:37.96             | 21 Q                | 2:35.55      | 3 q          | 2:38.28      | 6            | Không, trước | Không, trước |
| Celia Aymonier Annie Jéan | Đội chạy nước rút | —                   | —                   | —            | —            | 17:10.07     | 6            | Không, trước | Không, trước |

## Trượt băng nghệ thuật
Nước pháp đã đạt được các thứ hạng:
Đơn
| Vận động viên                   | Sự kiện           | SP/OD | SP/OD   | FS/FD  | FS/FD   | Tổng   | Tổng    |
| Vận động viên                   | Sự kiện           | Điểm  | Cấp bậc | Điểm   | Cấp bậc | Điểm   | Cấp bậc |
| ------------------------------- | ----------------- | ----- | ------- | ------ | ------- | ------ | ------- |
| Brian Joubert                   | Người đàn ông đơn | 85.84 | 7 Q     | 145.93 | 14      | 231.77 | 13      |
| Florent Amodio                  | Người đàn ông đơn | 75.58 | 14 Q    | 123.06 | 18      | 198.64 | 18      |
| Maé-Bérénice Súng Bắn Đinh      | Ladies' đơn       | 58.63 | 9 Q     | 115.90 | 11      | 174.53 | 10      |
| Vanessa James / Morgan Cipres   | Cặp               | 65.36 | 10 Q    | 114.07 | 11      | 179.43 | 10      |
| Pernelle Carron / Lloyd Jones   | Băng nhảy múa     | 58.25 | 13 Q    | 84.62  | 15      | 142.87 | 15      |
| Natalie Péchalat / Hiếu Bourzat | Băng nhảy múa     | 72.78 | 4 Q     | 104.44 | 4       | 177.22 | 4       |

Cúp Đồng Đội
| Vận động viên | Sự kiện | Chương trình ngắn/Màn nhảy ngắn | Chương trình ngắn/Màn nhảy ngắn | Chương trình ngắn/Màn nhảy ngắn | Chương trình ngắn/Màn nhảy ngắn | Chương trình ngắn/Màn nhảy ngắn | Chương trình ngắn/Màn nhảy ngắn | Miễn phí skate/điệu nhảy miễn Phí | Miễn phí skate/điệu nhảy miễn Phí | Miễn phí skate/điệu nhảy miễn Phí | Miễn phí skate/điệu nhảy miễn Phí | Miễn phí skate/điệu nhảy miễn Phí | Miễn phí skate/điệu nhảy miễn Phí |
| Vận động viên | Sự kiện | Của đàn ông                     | Ladies'                         | Cặp                             | Băng khiêu vũ                   | Tổng                            | Cấp bậc                         | Của đàn ông                       | Ladies'                           | Cặp                               | Băng khiêu vũ                     | Tổng                              | Cấp bậc                           |
| Vận động viên | Sự kiện | Điểm Điểm của đội               | Điểm Đội điểm                   | Điểm Đội điểm                   | Điểm Điểm của đội               | Tổng                            | Cấp bậc                         | Điểm Điểm của đội                 | Điểm Điểm của đội                 | Điểm Đội điểm                     | Điểm Đội điểm                     | Tổng                              | Cấp bậc                           |
| --- | ------- | ------------------------------- | ------------------------------- | ------------------------------- | ------------------------------- | ------------------------------- | ------------------------------- | --------------------------------- | --------------------------------- | --------------------------------- | --------------------------------- | --------------------------------- | --------------------------------- |
| Florent Amodio (M) Maé-Bérénice Súng Bắn Đinh (Tôi) Vanessa James / Morgan Cipres (P) Natalie Péchalat / Hiếu Bourzat (ID) | Đội cúp | 79.93 6                         | 55.45 5                         | 57.45 4                         | 69.15 7                         | 22                              | 6                               | Không, trước                      | Không, trước                      | Không, trước                      | Không, trước                      | Không, trước                      | Không, trước                      |

## Trượt tuyết tự do
Nước pháp đã đạt được tổng cộng 20 thứ hạng cho sự kiện này. Vào ngày 22 tháng 1 năm 2014, 114 đội tạm thời đã được điền bởi đội trượt tuyết tự do của Pháp. Phần còn lại của đội, 
29/5000
bao gồm các lựa chọn đang chờ xử lý, sẽ được chính thức thông báo vào ngày 27 tháng 1 năm 2014.
| Vận động viên   | Sự kiện              | Trình độ chuyên môn | Trình độ chuyên môn | Trình độ chuyên môn | Trình độ chuyên môn | Cuối cùng    | Cuối cùng    | Cuối cùng    | Cuối cùng    |
| Vận động viên   | Sự kiện              | Chạy 1              | Chạy 2              | Tốt nhất            | Cấp bậc             | Chạy 1       | Chạy 2       | Tốt nhất     | Cấp bậc      |
| --------------- | -------------------- | ------------------- | ------------------- | ------------------- | ------------------- | ------------ | ------------ | ------------ | ------------ |
| Xavier Bertoni  | Người đàn ông tên là | 53.40               | 51.60               | 53.40               | 21                  | Không, trước | Không, trước | Không, trước | Không, trước |
| Thomas Krief    | Người đàn ông tên là | 74.80               | 69.60               | 74.80               | 11 Q                | 4.60         | 28.60        | 28.60        | 11           |
| Kevin Rolland   | Người đàn ông tên là | 84.80               | 68.80               | 84.80               | 4 Q                 | 88.60        | 29.80        | 88.60        | 3            |
| Benoit Valentin | Người đàn ông tên là | 87.00               | 1.00                | 87.00               | 3 Q                 | 10h00        | 61.00        | 61.00        | 10           |
| Anaïs Caradeux, | Phụ nữ tên           | 74.40               | 6.40                | 74.40               | 9 Q                 | DNS          | DNS          | DNS          | DNS          |
| Marie Martinod  | Phụ nữ tên           | 84.80               | 88.40               | 88.40               | 1 Q                 | 84.80        | 85.40        | 85.40        | 2            |

Thế lực
| Vận động viên  | Sự kiện                   | Trình độ chuyên môn | Trình độ chuyên môn | Trình độ chuyên môn | Trình độ chuyên môn | Trình độ chuyên môn | Trình độ chuyên môn | Trình độ chuyên môn | Trình độ chuyên môn | Cuối cùng    | Cuối cùng    | Cuối cùng    | Cuối cùng    | Cuối cùng    | Cuối cùng    | Cuối cùng    | Cuối cùng    | Cuối cùng    | Cuối cùng    | Cuối cùng    | Cuối cùng    |
| Vận động viên  | Sự kiện                   | Chạy 1              | Chạy 1              | Chạy 1              | Chạy 1              | Chạy 2              | Chạy 2              | Chạy 2              | Chạy 2              | Chạy 1       | Chạy 1       | Chạy 1       | Chạy 1       | Chạy 2       | Chạy 2       | Chạy 2       | Chạy 2       | Chạy 3       | Chạy 3       | Chạy 3       | Chạy 3       |
| Vận động viên  | Sự kiện                   | Thời gian           | Điểm                | Tổng                | Cấp bậc             | Thời gian           | Điểm                | Tổng                | Cấp bậc             | Thời gian    | Điểm         | Tổng         | Cấp bậc      | Thời gian    | Điểm         | Tổng         | Cấp bậc      | Thời gian    | Điểm         | Tổng         | Cấp bậc      |
| -------------- | ------------------------- | ------------------- | ------------------- | ------------------- | ------------------- | ------------------- | ------------------- | ------------------- | ------------------- | ------------ | ------------ | ------------ | ------------ | ------------ | ------------ | ------------ | ------------ | ------------ | ------------ | ------------ | ------------ |
| Anthony Benna  | Người đàn ông của thế lực | 24.15               | 11.85               | 18.46               | 22                  | 24.24               | 10.35               | 16.92               | 13                  | Không, trước | Không, trước | Không, trước | Không, trước | Không, trước | Không, trước | Không, trước | Không, trước | Không, trước | Không, trước | Không, trước | Không, trước |
| Benjamin Cavet | Người đàn ông của thế lực | DNF                 | DNF                 | DNF                 | DNF                 | 25.37               | 14.08               | 20.12               | 9 Q                 | 25.85        | 17.16        | 22.97        | 6 Q          | 26.31        | 16.87        | 22.46        | 8            | Không, trước | Không, trước | Không, trước | Không, trước |
| Guilbaut Cola  | Người đàn ông của thế lực | DNS                 | DNS                 | DNS                 | DNS                 | DNS                 | DNS                 | DNS                 | DNS                 | Không, trước | Không, trước | Không, trước | Không, trước | Không, trước | Không, trước | Không, trước | Không, trước | Không, trước | Không, trước | Không, trước | Không, trước |
| Arnold Laffont | Phụ nữ là thế lực         | 31.92               | 16.06               | 21.34               | 5 Q                 | Bye                 | Bye                 | Bye                 | Bye                 | 32.82        | 13.86        | 18.78        | 14           | Không, trước | Không, trước | Không, trước | Không, trước | Không, trước | Không, trước | Không, trước | Không, trước |

Trượt tuyết
| Athlete                  | Event             | Seeding | Seeding | Round of 16 | Quarterfinal    | Semifinal       | Final           | Final |
| Athlete                  | Event             | Time    | Rank    | Position    | Position        | Position        | Position        | Rank  |
| ------------------------ | ----------------- | ------- | ------- | ----------- | --------------- | --------------- | --------------- | ----- |
| Arnaud Bovolenta         | Men's ski cross   | 1:17.48 | 11      | 2 Q         | 2 Q             | 2 FA            | 2               | 2     |
| Jean-Frédéric Chapuis    | Men's ski cross   | 1:16.77 | 4       | 1 Q         | 1 Q             | 1 FA            | 1               | 1     |
| Jonas Devouassoux        | Men's ski cross   | 1:18.32 | 21      | 2 Q         | 3               | Did not advance | Did not advance | 10    |
| Jonathan Midol           | Men's ski cross   | 1:19.57 | 29      | 2 Q         | 2 Q             | 2 FA            | 3               | 3     |
| Alizée Baron             | Women's ski cross | 1:25.20 | 19      | 3           | Did not advance | Did not advance | Did not advance | 20    |
| Marielle Berger Sabbatel | Women's ski cross | 1:24.62 | 17      | 3           | Did not advance | Did not advance | Did not advance | 19    |
| Ophélie David            | Women's ski cross | 1:21.46 | 2       | 1 Q         | 1 Q             | 2 FA            | 4               | 4     |
| Marion Josserand         | Women's ski cross | 1:26.61 | 22      | 4           | Did not advance | Did not advance | Did not advance | 27    |

Trình độ chuyên môn: FA - Đủ điều kiện để giành huy chương; FB - Vòng loại để an ủi
Nội dung trượt dốc
| Vận động viên    | Sự kiện                          | Trình độ chuyên môn | Trình độ chuyên môn | Trình độ chuyên môn | Trình độ chuyên môn | Cuối cùng    | Cuối cùng    | Cuối cùng    | Cuối cùng    |
| Vận động viên    | Sự kiện                          | Chạy 1              | Chạy 2              | Tốt nhất            | Cấp bậc             | Chạy 1       | Chạy 2       | Tốt nhất     | Cấp bậc      |
| ---------------- | -------------------------------- | ------------------- | ------------------- | ------------------- | ------------------- | ------------ | ------------ | ------------ | ------------ |
| Antoine Adelisse | Người đàn ông nội dung trượt dốc | 54.2                | 50.4                | 54.2                | 27                  | Không, trước | Không, trước | Không, trước | Không, trước |
| Jules Bonnaire   | Người đàn ông nội dung trượt dốc | 2.2                 | 40.0                | 40.0                | 30                  | Không, trước | Không, trước | Không, trước | Không, trước |
| Số Pancras       | Người đàn ông nội dung trượt dốc | 68.0                | 69.4                | 69.4                | 19                  | Không, trước | Không, trước | Không, trước | Không, trước |

## Luge
| Vận động viên | Sự kiện         | Chạy 1    | Chạy 1  | Chạy 2    | Chạy 2  | Chạy 3    | Chạy 3  | Chạy 4    | Chạy 4  | Tổng      | Tổng    |
| Vận động viên | Sự kiện         | Thời gian | Cấp bậc | Thời gian | Cấp bậc | Thời gian | Cấp bậc | Thời gian | Cấp bậc | Thời gian | Cấp bậc |
| ------------- | --------------- | --------- | ------- | --------- | ------- | --------- | ------- | --------- | ------- | --------- | ------- |
| Nắm Bonnefoy  | Phụ nữ độc thân | 51.820    | 26      | 51.641    | 28      | 51.948    | 27      | 52.183    | 30      | 3:27.592  | 27      |

## Bắc âu kết hợp
Pháp có đủ điều kiện tối đa năm vận động viên và một vị trí trong đội tiếp sức. Lựa chọn đội đã được công bố vào ngày 22 tháng 1 năm 2014.
| Athlete                                                              | Event                  | Ski jumping | Ski jumping | Ski jumping | Cross-country | Cross-country | Total   | Total |
| Athlete                                                              | Event                  | Distance    | Points      | Rank        | Time          | Rank          | Time    | Rank  |
| -------------------------------------------------------------------- | ---------------------- | ----------- | ----------- | ----------- | ------------- | ------------- | ------- | ----- |
| François Braud                                                       | Normal hill/10 km      | 95.0        | 113.5       | 24          | 23:57.3       | 17            | 25:09.3 | 20    |
| François Braud                                                       | Large hill/10 km       | 121.0       | 105.5       | 19          | 22:31.2       | 5             | 24:05.2 | 13    |
| Sébastien Lacroix                                                    | Normal hill/10 km      | 94.5        | 112.0       | 28          | 24:40.2       | 29            | 25:58.2 | 28    |
| Sébastien Lacroix                                                    | Large hill/10 km       | 120.0       | 98.0        | 31          | 22:47.5       | 14            | 24:51.5 | 21    |
| Maxime Laheurte                                                      | Normal hill/10 km      | 97.0        | 117.3       | 17          | 24:05.4       | 20            | 25:02.4 | 17    |
| Maxime Laheurte                                                      | Large hill/10 km       | 125.0       | 108.0       | 15          | 23:55.6       | 29            | 25:19.6 | 27    |
| Jason Lamy-Chappuis                                                  | Normal hill/10 km      | 98.5        | 123.7       | 8           | 25:56.7       | 41            | 26:27.7 | 35    |
| Jason Lamy-Chappuis                                                  | Large hill/10 km       | 133.5       | 120.7       | 5           | 23:10.9       | 22            | 23:43.9 | 7     |
| Francois Braud Sébastien Lacroix Maxime Laheurte Jason Lamy-Chappuis | Team large hill/4×5 km | 502.5       | 455.2       | 4           | 47:51.3       | 4             | 48:26.3 | 4     |

## Trượt băng tốc độ
| Vận động viên          | Sự kiện | Nhiệt     | Nhiệt       | Tứ kết       | Tứ kết       | Trận bán kết | Trận bán kết | Cuối cùng    | Cuối cùng    |
| Vận động viên          | Sự kiện | Thời gian | Cấp bậc     | Thời gian    | Cấp bậc      | Thời gian    | Cấp bậc      | Thời gian    | Cấp bậc      |
| ---------------------- | ------- | --------- | ----------- | ------------ | ------------ | ------------ | ------------ | ------------ | ------------ |
| Maxime Chataignier     | 1000 m  | 2:20.479  | 4           | Không, trước | Không, trước | Không, trước | Không, trước | Không, trước | 31           |
| Maxime Chataignier     | 1500 m  | 2:17.938  | 4           | —            | —            | Không, trước | Không, trước | Không, trước | 23           |
| Cận Kề, Hãng Fauconnet | 500 m   | 42.368    | 4           | Không, trước | Không, trước | Không, trước | Không, trước | Không, trước | 26           |
| Cận Kề, Hãng Fauconnet | 1000 m  | 2:00.795  | 4           | Không, trước | Không, trước | Không, trước | Không, trước | Không, trước | 30           |
| Cận Kề, Hãng Fauconnet | 1500 m  | 2:14.054  | 3 Q         | —            | —            | PEN          | PEN          | Không, trước | Không, trước |
| Em Lepape              | 500 m   | 42.167    | 3           | Không, trước | Không, trước | Không, trước | Không, trước | Không, trước | 22           |
| Em Lepape              | 1000 m  | 1:49.311  | 3 quảng cáo | 1:25.368     | 3            | Không, trước | Không, trước | Không, trước | 12           |
| Em Lepape              | 1500 m  | 2:15.806  | 3 Q         | —            | —            | 2:23.995     | 3 FB         | 2:21.483     | 8            |

Phụ nữ
| Vận động viên     | Sự kiện | Nhiệt     | Nhiệt       | Tứ kết       | Tứ kết       | Trận bán kết | Trận bán kết | Cuối cùng    | Cuối cùng |
| Vận động viên     | Sự kiện | Thời gian | Cấp bậc     | Thời gian    | Cấp bậc      | Thời gian    | Cấp bậc      | Thời gian    | Cấp bậc   |
| ----------------- | ------- | --------- | ----------- | ------------ | ------------ | ------------ | ------------ | ------------ | --------- |
| Veronique Pierron | 500 m   | 1:12.278  | 4           | Không, trước | Không, trước | Không, trước | Không, trước | Không, trước | 29        |
| Veronique Pierron | 1000 m  | 1:33.022  | 2 Q         | PEN          | PEN          | Không, trước | Không, trước | Không, trước | 17        |
| Veronique Pierron | 1500 m  | 2:55.658  | 5 quảng cáo | —            | —            | 2:20.216     | 4 FB         | 2:26.066     | 10        |

## Nhảy trượt tuyết
Pháp đã nhận được hạn ngạch bắt đầu sau. Vào ngày 27 tháng 1 năm 2014, chỉ có bốn người nhảy trượt tuyết từ đội Pháp đã đủ điều kiện tham gia Trò chơi.
| Vận động viên      | Sự kiện                            | Trình độ chuyên môn | Trình độ chuyên môn | Trình độ chuyên môn | Vòng đầu tiên | Vòng đầu tiên | Vòng đầu tiên | Cuối cùng    | Cuối cùng    | Cuối cùng    | Tổng         | Tổng         |
| Vận động viên      | Sự kiện                            | Khoảng cách         | Điểm                | Cấp bậc             | Khoảng cách   | Điểm          | Cấp bậc       | Khoảng cách  | Điểm         | Cấp bậc      | Điểm         | Cấp bậc      |
| ------------------ | ---------------------------------- | ------------------- | ------------------- | ------------------- | ------------- | ------------- | ------------- | ------------ | ------------ | ------------ | ------------ | ------------ |
| Em Nicole Chappuis | Người đàn ông bình thường của hill | 91.0                | 106.2               | 33 Q                | 91.0          | 111.0         | 40            | Không, trước | Không, trước | Không, trước | Không, trước | Không, trước |
| Em Nicole Chappuis | Đàn ông là ngọn đồi lớn            | 121.5               | 99.8                | 28 Q                | 125.0         | 108.2         | 36            | Không, trước | Không, trước | Không, trước | Không, trước | Không, trước |
| Julia Clair        | Phụ nữ bình thường hill            | —                   | —                   | —                   | 95.5          | 113.8         | 18            | 91.5         | 104.7        | 22           | 218.5        | 19           |
| Hỗ Lemare          | Phụ nữ bình thường hill            | —                   | —                   | —                   | 93.0          | 107.9         | 22            | 93.0         | 110.2        | 16           | 218.1        | 20           |
| Coline Hạn         | Phụ nữ bình thường hill            | —                   | —                   | —                   | Tới 99,5      | 125.7         | 2             | 97.5         | 119.5        | 8            | 245.2        | 3            |

## Trượt tuyết
Pháp đã đạt được tổng cộng 14 vị trí trong hạng mục. Vào ngày 22 tháng 1 năm 2014, tám đội tạm thời đã được lắp đầy bởi đội trượt tuyết tự do của Pháp. Phần còn lại của đội, bao gồm các lựa chọn đang chờ giải quyết, đã chính thức được công bố vào ngày 27 tháng 1 năm 2014.
| Vận động viên | Sự kiện                                 | Trình độ chuyên môn | Trình độ chuyên môn | Vòng 16                      | Tứ kết            | Trận bán kết      | Cuối cùng         | Cuối cùng    |
| Vận động viên | Sự kiện                                 | Thời gian           | Cấp bậc             | Đối lập Thời gian            | Đối lập Thời gian | Đối lập Thời gian | Đối lập Thời gian | Cấp bậc      |
| ------------- | --------------------------------------- | ------------------- | ------------------- | ---------------------------- | ----------------- | ----------------- | ----------------- | ------------ |
| Viết Dufour   | Người khổng lồ của vượt chướng ngại vật | 1:39.76             | 15 Q                | Wild (RUS)(RUS) · L +5.65    | Không, trước      | Không, trước      | Không, trước      | Không, trước |
| Viết Dufour   | Vượt chướng ngại vật của đàn ông        | 59.43               | 10 Q                | Galmarini (SUI)(SUI) · L DSQ | Không, trước      | Không, trước      | Không, trước      | Không, trước |

| Vận động viên    | Sự kiện              | Trình độ chuyên môn | Trình độ chuyên môn | Trình độ chuyên môn | Trình độ chuyên môn | Trận bán kết | Trận bán kết | Trận bán kết | Trận bán kết | Cuối cùng    | Cuối cùng    | Cuối cùng    | Cuối cùng    |
| Vận động viên    | Sự kiện              | Chạy 1              | Chạy 2              | Tốt nhất            | Cấp bậc             | Chạy 1       | Chạy 2       | Tốt nhất     | Cấp bậc      | Chạy 1       | Chạy 2       | Tốt nhất     | Cấp bậc      |
| ---------------- | -------------------- | ------------------- | ------------------- | ------------------- | ------------------- | ------------ | ------------ | ------------ | ------------ | ------------ | ------------ | ------------ | ------------ |
| Johann Baisamy   | Người đàn ông tên là | 71.25               | 36.75               | 71.25               | 9 QS                | 18.50        | 37.00        | 37.00        | 10           | Không, trước | Không, trước | Không, trước | Không, trước |
| Arthur Longo     | Người đàn ông tên là | 79.25               | 20.75               | 79.25               | 4 QS                | 12.00        | 31.75        | 31.75        | 11           | Không, trước | Không, trước | Không, trước | Không, trước |
| Một Grimal       | Phụ nữ tên           | 16h00 theo giờ      | 66.50               | 66.50               | 8 QS                | 14.00        | 38.25        | 38.25        | 8            | Không, trước | Không, trước | Không, trước | Không, trước |
| Sophie Rodriguez | Phụ nữ tên           | 78.50               | 25.50               | 78.50               | 3 THIẾT             | Bye          | Bye          | Bye          | Bye          | 77.75        | 79.50        | 79.50        | 7            |
| Mirabelle Thovex | Phụ nữ tên           | 71.75               | 69.75               | 71.75               | 6 QS                | 70.75        | 39.75        | 70.75        | 5 Q          | 67.00        | 34.75        | 67.00        | 10           |

Vượt qua ván trượt tuyết
| Vận động viên        | Sự kiện                     | Gieo      | Gieo    | Vòng 16 | Tứ kết | Trận bán kết | Cuối cùng    | Cuối cùng |
| Vận động viên        | Sự kiện                     | Thời gian | Cấp bậc | Vị trí  | Vị trí | Vị trí       | Vị trí       | Cấp bậc   |
| -------------------- | --------------------------- | --------- | ------- | ------- | ------ | ------------ | ------------ | --------- |
| Paul-Henri de Le Rue | Người đàn ông của trượt qua | CAN       | CAN     | 3 Q     | 2 Q    | 2 FA         | 4            | 4         |
| Tony Ramoin          | Người đàn ông của trượt qua | CAN       | CAN     | 2 Q     | 5      | Không, trước | Không, trước | =17       |
| Pierre Vaultier      | Người đàn ông của trượt qua | CAN       | CAN     | 1 Q     | 1 Q    | 1 FA         | 1            | 1         |
| Edwin Anthonioz      | Phụ nữ trượt qua            | 1:24.78   | 17      | —       | 4      | Không, trước | Không, trước | 15        |
| Charlotte Bankes     | Phụ nữ trượt qua            | 1:23.12   | 5       | —       | 5      | Không, trước | Không, trước | 17        |
| Nelly Moenne Loccoz  | Phụ nữ trượt qua            | 1:23.50   | 8       | —       | 2 Q    | 4 FA         | 5            | 5         |
| Chloe Trespeuch      | Phụ nữ trượt qua            | 1:24.47   | 13      | —       | 1 Q    | 2 FA         | 3            | 3         |

Trình độ chuyên môn: FA - Đủ điều kiện để giành huy chương; FB - Vòng loại để an ủi

## Trượt băng tốc độ
Dựa trên kết quả từ World Cup mùa thu trong mùa giải World Cup trượt băng ISU 2013–14, Pháp đã giành được hạn ngạch bắt đầu sau:
Men
| Vận động viên     | Sự kiện | Cuối cùng | Cuối cùng |
| Vận động viên     | Sự kiện | Thời gian | Cấp bậc   |
| ----------------- | ------- | --------- | --------- |
| Alexis T. Theo Th | 5000 m  | DNS       | DNS       |
| Lập Fernandez     | 1500 m  | 1:52.70   | 40        |
| Lập Fernandez     | 5000 m  | 6:31.08   | 18        |
| Benjamin Macé     | 1000 m  | 1:10.80   | 29        |
| Benjamin Macé     | 1500 m  | 1:49.34   | 32        |

Đội theo đuổi
| Vận động viên                                 | Sự kiện                         | Tứ kết                   | Trận bán kết      | Cuối cùng                              | Cuối cùng |
| Vận động viên                                 | Sự kiện                         | Đối lập Thời gian        | Đối lập Thời gian | Đối lập Thời gian                      | Cấp bậc   |
| --------------------------------------------- | ------------------------------- | ------------------------ | ----------------- | -------------------------------------- | --------- |
| Alexis T. Theo Th Lập Fernandez Benjamin Macé | Người đàn ông của đội theo đuổi | Hà Lan (NED) · L 3:53.17 | Không, trước      | Cuối Cùng D · Hoa Kỳ (USA) · L 3:51.76 | 8         |